# Liste der Sozialminister von Sachsen-Anhalt
Dieser Artikel enthält eine Liste der Sozialminister von Sachsen-Anhalt.

## Sozialminister Sachsen-Anhalt (seit 1945)
| Name                                                         | Amtsantritt                              | Kabinett                                 | Partei                                   |
| Minister für Arbeits- und Sozialfürsorge                     | Minister für Arbeits- und Sozialfürsorge | Minister für Arbeits- und Sozialfürsorge | Minister für Arbeits- und Sozialfürsorge |
| ------------------------------------------------------------ | ---------------------------------------- | ---------------------------------------- | ---------------------------------------- |
| Robert Siewert                                               | 16. Juli 1945                            | Hübener I                                | KPD/SED                                  |
| Minister für Arbeit und Soziales                             |                                          |                                          |                                          |
| Leo Herwegen                                                 | 3. Dezember 1946                         | Hübener II                               | CDU                                      |
| Leopold Becker                                               | 10. Oktober 1949                         | Bruschke I                               | CDU                                      |
| Minister für Wirtschaft, Industrie, Aufbau und Arbeit        |                                          |                                          |                                          |
| Kurt Opitz                                                   | 24. November 1950                        | Bruschke II                              | SED                                      |
| Von 1952 bis 1990 existierte kein Land Sachsen-Anhalt        |                                          |                                          |                                          |
| Minister für Arbeit und Soziales                             |                                          |                                          |                                          |
| Werner Schreiber                                             | 2. November 1990 4. Juli 1991            | Gies Münch                               | CDU                                      |
| Wolfgang Böhmer                                              | 15. Dezember 1993                        | Bergner                                  | CDU                                      |
| Minister für Arbeit, Soziales und Gesundheit                 |                                          |                                          |                                          |
| Gerlinde Kuppe                                               | 21. Juli 1994                            | Höppner I                                | SPD                                      |
| Minister für Arbeit, Frauen, Gesundheit und Soziales         |                                          |                                          |                                          |
| Gerlinde Kuppe                                               | 26. Mai 1998                             | Höppner II                               | SDP                                      |
| Minister für Gesundheit und Soziales                         |                                          |                                          |                                          |
| Gerry Kley                                                   | 16. Mai 2002                             | Böhmer I                                 | FDP                                      |
| Gerlinde Kuppe                                               | 24. April 2006                           | Böhmer II                                | SPD                                      |
| Norbert Bischoff                                             | 1. Januar 2010                           | Böhmer II                                | SPD                                      |
| Minister für Arbeit und Soziales                             |                                          |                                          |                                          |
| Norbert Bischoff                                             | 19. April 2011                           | Haseloff I                               | SPD                                      |
| Minister für Arbeit, Soziales und Integration                |                                          |                                          |                                          |
| Petra Grimm-Benne                                            | 25. April 2016                           | Haseloff II                              | SPD                                      |
| Minister für Arbeit, Soziales, Gesundheit und Gleichstellung |                                          |                                          |                                          |
| Petra Grimm-Benne                                            | 16. September 2021                       | Haseloff III                             | SPD                                      |